# Indolestes assamicus
Indolestes assamicus là loài chuồn chuồn trong họ Lestidae. Loài này được Fraser mô tả khoa học đầu tiên năm 1930.